# Pterolophia deformis
Pterolophia deformis là một loài bọ cánh cứng trong họ Cerambycidae.